# Farao-Marincola-Clan
Der Farao-Marincola-Clan ist eine einflussreiche kriminelle Organisation innerhalb der ’Ndrangheta, einer mächtigen Mafia-Vereinigung in Italien.
Der Clan ist eine der ’Ndrangheta-Gruppen, die in Kalabrien, Italien, ansässig sind. Die ’Ndrangheta ist eine der führenden Mafia-Organisationen in Italien und auch weltweit. Der Farao-Clan ist in eine breite Palette krimineller Aktivitäten verwickelt, darunter Drogenhandel, Schutzgelderpressung, Geldwäsche, illegales Glücksspiel und Waffenhandel. Der Clan ist besonders für seinen Drogenhandel bekannt und hat Verbindungen zu internationalen Drogenkartellen, insbesondere im Kokain- und Heroinmarkt. Die Organisation erpresst Unternehmen und Einzelpersonen in ihrer Einflusssphäre und verlangt Schutzgeld. Der Farao-Clan ist in komplexe Geldwäscheoperationen verwickelt, bei denen illegale Erlöse in legale Finanzströme umgeleitet werden.
Wie viele Mafia-Organisationen hat der Farao-Clan erhebliche negative Auswirkungen auf die betroffenen Gemeinschaften, darunter Drogenabhängigkeit und die Untergrabung von Recht und Ordnung. Die italienischen Behörden haben mehrere Ermittlungen gegen Mitglieder des Farao-Clans durchgeführt und versuchen, die Organisation zu zerschlagen. Im Jahr 2018 war die „Operation Stige“, eine länderübergreifende Operation der Polizei und der Staatsanwaltschaft gegen die italienische ’Ndrangheta, vor allem gegen Teile aus dem Farao-Marincola-Clan. Die Verhaftungen erfolgten in Kalabrien, der Lombardei, Venetien, der Emilia-Romagna, in Piemont, Latium, der Toskana, Kampanien und Deutschland, was die Auswirkungen und die Ausdehnung der ’Ndrangheta zeigt.